# Pygophora hopkinsi
Pygophora hopkinsi är en tvåvingeart som beskrevs av Malloch 1929. Pygophora hopkinsi ingår i släktet Pygophora och familjen husflugor. Inga underarter finns listade i Catalogue of Life.